# Ґліщ
Ґліщ (пол. Gliszcz) — село в Польщі, у гміні Сіценко Бидґозького повіту Куявсько-Поморського воєводства.
Населення — 285 осіб (2011).
У 1975-1998 роках село належало до Бидгощського воєводства.

## Демографія
Демографічна структура станом на 31 березня 2011 року:
|          | Загалом | Допрацездатний вік | Працездатний вік | Постпрацездатний вік |
| -------- | ------- | ------------------ | ---------------- | -------------------- |
| Чоловіки | 152     | 27                 | 113              | 12                   |
| Жінки    | 133     | 28                 | 85               | 20                   |
| Разом    | 285     | 55                 | 198              | 32                   |